# Karl Bodenschatz
Karl-Heinrich Bodenschatz (10 de diciembre de 1890 - 25 de agosto de 1979) fue un general alemán que fue adjunto de Manfred von Richthofen en la Primera Guerra Mundial y oficial de enlace entre Hermann Göring y Adolf Hitler en la Segunda Guerra Mundial.

## Biografía

### Inicios y Primera Guerra Mundial
Bodenschatz nació en Rehau, Baviera, en 1890. Se alistó en el 8.º Regimiento de Infantería bávaro y como cadete en la Academia de Guerra en Metz hasta 1912. Después de la entrada de Alemania en la Primera Guerra Mundial sirvió en la infantería en el frente occidental y participó en la batalla de Verdún. Después de ser herido cuatro veces, en 1916 fue transferido al Luftstreitkräfte como adjunto en el Jagdgeschwader 2 y después en el Jagdgeschwader 1 como adjunto de Manfred von Richthofen con base en Avesnes-le-Sec. En junio de 1918 Hermann Göring asumió el mando del escuadrón tras la muerte de von Richthofen.

### Entreguerras
Después de la guerra se incorporó al Reichswehr como oficial regular y sirvió en el 21.º Regimiento de Infantería entre 1919 y abril de 1933. Había mantenido la amistad con Göring y se unió a la Luftwaffe como su militar adjunto y sirvió en calidad de tal hasta 1938, visitando Gran Bretaña en noviembre de 1938. En 1939, advirtió al agregado militar polaco en Berlín que la Alemania nazi estaba planeando invadir Polonia para final de año.

### Segunda Guerra Mundial
Durante la Segunda Guerra Mundial fue el oficial de enlace entre el cuartel general de Hitler y el Comandante en Jefe de la Luftwaffe hasta que fue gravemente herido en 1944 por la bomba del atentado del 20 de julio de 1944 en el cuartel de la Guarida del Lobo en Rastenburg, Prusia Oriental. Tuvo fortuna en sobrevivir a la explosión, ya que dos oficiales inmediatamente a su izquierda y uno a su derecha murieron en la misma.

### Postguerra
Fue capturado en Reichenhall el 5 de mayo de 1945 y pasó dos años en prisión. En 1946 fue llamado como testigo en los Juicios de Núremberg de importantes criminales de guerra nazis. Murió en Erlangen, Alemania Occidental, en 1979, a la edad de 88 años.

## Medallas y honores
- Cruz de Hierro (1914) 2.ª y and 1.ª clase
- Medalla de herido (1918) en Plata
- Insignia de Aviador (Prusia)
- Estrella de Galípoli ("Luna de Hierro", Imperio otomano)
- Cruz de Caballero de Segunda Clase de la Orden del León de Zähringen con Espadas
- Orden al Mérito Militar, 4.ª Clase con espadas (Baviera)
- Placa Dorada del Partido (10 de diciembre de 1940)
- Cruz Alemana en Plata el 30 de mayo de 1942 como General der Flieger y jefe del Ministeramt en el Reichsluftfahrtministerium con el Oberbefehlshaber der Luftwaffe[3]
- Medalla de herido 20 de julio de 1944
- Condecoración al Largo Servicio en la Wehrmacht, de la 4.ª a la 1.ª clase
- Cruz al Mérito de Guerra (1939), 1.ª clase con Espadas
- Orden de la Cruz de la Libertad, Primera Calse con Hojas de Roble y Espadas (Finlandia)